# Saison 2005-2006 du Biarritz olympique Pays basque
La saison 2005-2006 du Biarritz olympique Pays basque est la quatre-vingt-quatrième saison du club en première division du championnat de France depuis sa création, la dixième consécutive dans l'élite du rugby à XV français. Le club dispute la sixième Heineken Cup de son histoire.
Le BO remporte le Top 14, le cinquième Bouclier de Brennus de son histoire, et conserve ainsi son titre. En Heineken Cup, il atteint pour la première fois la finale de la compétition.
L'équipe évolue sous les directives de Patrice Lagisquet (arrières) et Jacques Delmas (avants) pour la deuxième saison consécutive.

## Avant-saison

### Objectifs du club
Lors de l'exercice précédent, le Biarritz Olympique remporte le Top 16 et atteint les demi-finales de la Heineken Cup.
L'objectif affiché du club est de gagner les deux compétitions dans lesquelles il est engagé.

### Transferts estivaux
L'effectif est peu renouvelé à l'intersaison : plusieurs joueurs emblématiques quittent le club ou arrêtent leur carrière professionnelle (Jean-Michel Gonzalez, Emmanuel Ménieu, Sotele Puleoto, Christophe Milhères, Laurent Mazas, Philippe Bernat-Salles), tandis que Guillaume Boussès et Thibault Lacroix rejoignent respectivement Bourgoin et le Stade français. Le club annonce trois recrues majeures : Benjamin Noirot, Manuel Carizza et Sireli Bobo.

#### Arrivées
- Benjamin Noirot, talonneur (US Dax)
- Manuel Carizza, deuxième ligne (Jockey Club Rosario)
- Thibault Duvallet, demi d’ouverture (CA Périgueux)
- Denis Lison, centre (FC Grenoble)
- Haig Sare, centre (Warringah Rugby Club)
- Sireli Bobo, ailier (Rugby Parme)
- Mathieu Acebes, arrière (Boucau Tarnos Stade)

Haig Sare, joker médical de Martin Gaitan, repart en novembre 2005 en Australie, où il s'engage à la Western Force.

#### Départs
- Jean-Michel Gonzalez, talonneur (arrêt)
- Stephan Vitalla, talonneur (FC Oloron)
- Emmanuel Ménieu, pilier (US Dax)
- Sotele Puleoto, pilier (Saint-Jean-de-Luz Olympique)
- Christophe Milhères, troisième ligne aile (US Dax)
- Vincent Sohet, troisième ligne (Stade montois)
- Laurent Mazas, demi d’ouverture (arrêt)
- Mathieu Maillard, demi d'ouverture (US Dax)
- Guillaume Boussès, centre (CS Bourgoin-Jallieu)
- Thibault Lacroix, centre (Stade français)
- Philippe Bernat-Salles, ailier (Capbreton)
- Bruno Hiriart, ailier (US Dax)

En décembre 2005, Census Johnston est recruté en tant que joueur supplémentaire en provenance de Taranaki.

### Préparation de la saison
L'effectif reprend l'entraînement le 15 juillet et effectue un stage à Hendaye début août. Deux rencontres amicales sont disputées contre le Stade montois et le SU Agen.

## Saison régulière

### Championnat

#### Classement de la première phase
Le Biarritz olympique termine la première phase à la première place, soit 19 victoires (dont 8 bonifiées) et 7 défaites (dont 6 bonifiées).
Avec sept victoires à l’extérieur et une défaite à domicile, il présente un bilan positif de +12 au classement britannique.
Le BO présente la deuxième attaque du championnat avec 694 points derrière Toulouse (713) et la première défense avec 350 points encaissés.
| Rang | Club                   | J  | V  | N | D  | Bo | Bd | Pm  | Pe  | Diff | Pts |
| ---- | ---------------------- | -- | -- | - | -- | -- | -- | --- | --- | ---- | --- |
| 1    | Biarritz olympique (T) | 26 | 19 | 0 | 7  | 8  | 6  | 694 | 350 | +344 | 90  |
| 2    | Stade français Paris   | 26 | 19 | 0 | 7  | 10 | 3  | 633 | 437 | +196 | 89  |
| 3    | Stade toulousain       | 26 | 19 | 0 | 7  | 8  | 4  | 713 | 427 | +286 | 88  |
| 4    | USA Perpignan          | 26 | 18 | 0 | 8  | 9  | 3  | 671 | 398 | +273 | 84  |
| 5    | SU Agen                | 26 | 15 | 0 | 11 | 7  | 3  | 655 | 540 | +115 | 70  |
| 6    | CS Bourgoin-Jallieu    | 26 | 14 | 0 | 12 | 7  | 4  | 591 | 516 | +75  | 67  |
| 7    | Castres olympique      | 26 | 13 | 0 | 13 | 6  | 8  | 685 | 559 | +126 | 66  |
| 8    | ASM Clermont           | 26 | 14 | 0 | 12 | 5  | 2  | 577 | 569 | +8   | 63  |
| 9    | CA Brive               | 26 | 10 | 1 | 15 | 2  | 7  | 431 | 553 | -122 | 51  |
| 10   | RC Narbonne            | 26 | 11 | 0 | 15 | 1  | 2  | 533 | 775 | -242 | 47  |
| 11   | Montpellier HR         | 26 | 9  | 0 | 17 | 5  | 5  | 574 | 659 | -85  | 46  |
| 12   | Aviron bayonnais       | 26 | 8  | 1 | 17 | 4  | 5  | 514 | 669 | -155 | 43  |
| 13   | Section paloise        | 26 | 9  | 0 | 17 | 1  | 3  | 476 | 790 | -314 | 40  |
| 14   | RC Toulon (P)          | 26 | 3  | 0 | 23 | 0  | 7  | 332 | 837 | -505 | 19  |

|  | Qualifiés pour la phase finale et la Coupe d'Europe 2006-2007 (no 1, no 2, no 3, no 4). |
|  | Qualifiés pour la Coupe d'Europe 2006-2007 (no 5, no 6, no 7).                          |
|  | Relégués en Pro D2 pour la saison 2006-2007(no 13 et no 14).                            |
|  | T : Tenant du titre 2005 • P : Promus 2005                                              |

### Coupe d’Europe
Le BO partage la poule 4 avec les équipes suivantes :
- les Saracens de Thomas Castaignède, Kyran Bracken, Taine Randell, Simon Raiwalui et Cobus Visagie ;
- la province irlandaise de l’Ulster, emmenée par ses internationaux irlandais Tommy Bowe, Andrew Trimble, Kevin Maggs, Neil Best, David Humphreys, les frères Simon et Rory Best et le Wallaby Justin Harrison ;
- Trévise et ses internationaux italiens Alessandro Troncon et Fabio Ongaro et l’ancien biarrot Stuart Legg.

Classement
| Équipe                 | Pts | J | V | N | D | EM | EE | BO | BD | PM  | PE  | Δ    |
| ---------------------- | --- | - | - | - | - | -- | -- | -- | -- | --- | --- | ---- |
| Biarritz olympique (2) | 24  | 6 | 5 | 0 | 1 | 24 | 10 | 4  | 0  | 182 | 93  | +89  |
| Saracens               | 17  | 6 | 4 | 0 | 2 | 12 | 13 | 1  | 0  | 128 | 129 | -1   |
| Ulster                 | 14  | 6 | 3 | 0 | 3 | 15 | 13 | 2  | 0  | 126 | 111 | +15  |
| Benetton Trévise       | 3   | 6 | 0 | 0 | 6 | 13 | 28 | 2  | 1  | 104 | 207 | -103 |

## Joueurs et encadrement technique

### Encadrement technique
Patrice Lagisquet (arrières) et Jacques Delmas (avants) entraînent l'équipe. Ils sont assistés des préparateurs physiques Olivier Rieg, Olivier Ducourt.

### Effectif professionnel
Neuf des joueurs de l'effectif sont issus des filières de formation biarrotes (Marc Baget, Philippe Bidabé, Denis Cabreton, Fabien Drogon, Julien Dupuy, David Foran, Shaun Hegarty, Sébastien Ormaechea, Pierre Saint-Jean).
Le capitaine désigné à l'intersaison demeure Thomas Lièvremont.
| Nom                      | Poste            | Date de naissance | Nationalité sportive | Sélections (PM) | Club précédent           | Arrivée au club | Formé au club |
| ------------------------ | ---------------- | ----------------- | -------------------- | --------------- | ------------------------ | --------------- | ------------- |
| Denis Avril              | Pilier           | 31 octobre 1972   | France               | 1 (0)           | Stade niortais           | 1996            | -             |
| Petru Vladimir Balan     | Pilier           | 12 juillet 1976   | Roumanie             | 18 (5)          | FC Grenoble              | 2003            | -             |
| Guillaume Bergos         | Pilier           | 2 octobre 1983    | France               | -               | AS Béziers               | 2003            | -             |
| Fabien Drogon            | Pilier           | 3 février 1984    | France               | -               | -                        | -               | oui           |
| Census Johnston          | Pilier           | 6 mai 1981        | Samoa                | 4 (0)           | Taranaki                 | 2006            | -             |
| Benoît Lecouls           | Pilier           | 22 mars 1978      | France               | -               | Stade toulousain         | 2004            | -             |
| Kasiano Lealamanu’a      | Pilier           | 15 décembre 1976  | Samoa                | 9 (0)           | Wellington               | 2004            | -             |
| Sébastien Ormaechea      | Pilier           | 1er juillet 1983  | France               | -               | -                        | -               | oui           |
| Benoît August            | Talonneur        | 20 décembre 1976  | France               | -               | Stade français           | 2004            | -             |
| Benjamin Noirot          | Talonneur        | 17 décembre 1980  | France               |                 | US Dax                   | 2005            | -             |
| Ockert Booyse            | Deuxième ligne   | 25 octobre 1973   | Afrique du Sud       | -               | Rugby Rome               | 2004            | -             |
| Manuel Carizza           | Deuxième ligne   | 23 août 1984      | France               | 1 (0)           | Jockey Club Rosario      | 2005            | -             |
| David Couzinet           | Deuxième ligne   | 7 juin 1975       | France               | 2 (0)           | SU Agen                  | 2002            | -             |
| Olivier Olibeau          | Deuxième ligne   | 13 avril 1977     | France               | -               | RC Narbonne              | 2004            | -             |
| Pierre Saint-Jean        | Deuxième ligne   | 2 février 1982    | France               | -               | -                        | -               | oui           |
| Jérôme Thion             | Deuxième ligne   | 2 décembre 1977   | France               | 14 (0)          | USA Perpignan            | 2003            | -             |
| Marc Baget               | Troisième ligne  | 5 septembre 1984  | France               | -               | -                        | -               | oui           |
| Serge Betsen             | Troisième ligne  | 25 mars 1974      | France               | 47 (40)         | CS Clichy                | 1992            | -             |
| Denis Cabreton           | Troisième ligne  | 15 avril 1984     | France               | -               | -                        | -               | oui           |
| Didier Chouchan          | Troisième ligne  | 19 mars 1977      | France               | -               | RC Nîmes                 | 2000            | -             |
| Thierry Dusautoir        | Troisième ligne  | 6 août 1980       | France               | -               | US Colomiers             | 2004            | -             |
| Imanol Harinordoquy      | Troisième ligne  | 20 février 1980   | France               | 32 (45)         | Section paloise          | 2004            | -             |
| Thomas Lièvremont        | Troisième ligne  | 6 novembre 1973   | France               | 32 (20)         | USA Perpignan            | 2000            | -             |
| Steve Malonga            | Troisième ligne  | 6 juin 1982       | France               |                 | Massy                    | 2004            | -             |
| Julien Dupuy             | Demi de mêlée    | 19 décembre 1983  | France               | -               | -                        | -               | oui           |
| Sébastien Tillous-Bordes | Demi de mêlée    | 19 décembre 1983  | France               | -               | FC Oloron                | 2004            | -             |
| Dimitri Yachvili         | Demi de mêlée    | 19 septembre 1980 | France               | 18 (135)        | Gloucester RFC           | 2002            | -             |
| Benjamin Dambielle       | Demi d'ouverture | 15 juillet 1985   | France               | -               | FC Auch                  | 2004            | -             |
| Thibault Duvallet        | Demi d'ouverture | 27 mai 1986       | France               | -               | CA Périgueux             | 2005            | -             |
| Julien Peyrelongue       | Demi d'ouverture | 2 avril 1981      | France               | 6 (3)           | Peyrehorade Sports       | 2000            | -             |
| David Foran              | Centre           | 1er juin 1982     | Irlande              | -               | -                        | -               | oui           |
| Martín Gaitán            | Centre           | 15 juin 1978      | Argentine            | 7 (35)          | Club Atlético San Isidro | 2002            | -             |
| Shaun Hegarty            | Centre           | 1er mars 1984     | France               | -               | -                        | -               | oui           |
| Denis Lison              | Centre           | 25 février 1983   | France               | -               | FC Grenoble              | 2005            | -             |
| Federico Martín Aramburú | Centre           | 7 décembre 1976   | Argentine            | 5 (15)          | Club Atlético San Isidro | 2004            | -             |
| Haig Sare                | Centre           | 25 mars 1982      | Australie            | -               | Warringah Rugby Club     | 2005            | -             |
| Damien Traille           | Centre           | 11 mars 1972      | France               | 38 (69)         | Section paloise          | 2004            | -             |
| Philippe Bidabé          | Ailier           | 13 janvier 1978   | France               | 1 (0)           | -                        | -               | oui           |
| Sireli Bobo              | Ailier           | 28 janvier 1976   | Fidji                | 4 (20)          | Overmarch Parme          | 2005            | -             |
| Jean-Baptiste Gobelet    | Ailier           | 13 mars 1982      | France               | -               | AS Montferrand           | 2002            | -             |
| Jimmy Marlu              | Ailier           | 25 mai 1977       | France               | 3 (0)           | AS Montferrand           | 2003            | -             |
| Mathieu Acebes           | Arrière          | 1er août 1987     | France               | -               | Boucau Tarnos Stade      | 2005            | -             |
| Nicolas Brusque          | Arrière          | 7 août 1976       | France               | 25 (38)         | Section paloise          | 2001            | -             |
| Mickaël Etcheverria      | Arrière          | 1er juin 1982     | France               | -               | Aviron bayonnais         | 2002            | -             |

### Statistiques individuelles
Le joueur le plus utilisé de l'effectif en championnat est Julien Peyrelongue avec 2063 minutes de jeu ; il est également le joueur participant au plus grand nombre de rencontres (27, dont 26 titularisations). En Heineken Cup, Jean-Baptiste Gobelet est le joueur qui totalise le temps de jeu le plus élevé avec 717 minutes disputées.
Toutes compétitions confondues, les cinq joueurs les plus utilisés sont Julien Peyrelongue (2774 minutes), Nicolas Brusque (2573), Thierry Dusautoir (2226), Philippe Bidabé (2198) et Jean-Baptiste Gobelet (2126).
L'équipe-type toutes compétitions confondues (en nombre de minutes jouées) est la suivante : Brusque - Gobelet, Bidabé, Martin-Aramburu, Bobo - Peyrelongue, Yachvili - Dusautoir, Harinordoquy, Betsen - Couzinet, Thion - Lecouls, August, Balan
Le demi-de-mêlée Dimitri Yachvili est le meilleur réalisateur du club en championnat avec 190 points à son actif (dont trois essais, soit 175 points au pied), devant Julien Dupuy (149 points, dont 134 au pied) et Benjamin Dambielle (16 points au pied). Toutes compétitions confondues, il inscrit 279 points dont 264 au pied, devant Julien Dupuy (151 points dont 136 au pied).
Sireli Bobo, avec 15 essais inscrits en Top 14, termine meilleur marqueur du club en championnat devant Philippe Bidabé (9), Benoît August, Jean-Baptiste Gobelet et Damien Traille (5). Toutes compétitions confondues, Sireli Bobo est en tête avec 21 réalisations, suivi de Philippe Bidabé (13), Jean-Baptiste Gobelet (8), Benoît August et Nicolas Brusque (7).

## Aspects juridiques et économiques

### Structure juridique et organigramme
| Direction | Administratif | Sportif |
| --- | --- | --- |
| - Président : Marcel Martin - Président de l'association omnisports : Roland Héguy - Direction administrative et financière : Gilles Viard, Pierre Bousquier, Gwenaëlle Carrère, Roland Labarthe, Yves Blum, Audrey Belain, Jean-François Astruc | - Responsables sécurité : Bernard Lejeune, Bertrand Arcamone - Commission partenariat : Michel Langla, Bernard Forestier, Georges Salle, Virginie Condret, Bénédicte Scribans, Jean Lissalde, Inès Personnaz, Alain Coret, Claire Derousseaux - Speaker : Jean-Louis Berho | - Entraîneurs : Patrice Lagisquet et Jacques Delmas - Directeur du centre de formation : Maurice Lesgourgues - Commission sportive : Georges Darrieumerlou, Jean-Pierre Barbertéguy - Préparateurs physiques : Olivier Ducourt, Olivier Rieg - Médecins : Jean-Louis Rebeyrol, Guy Rodriguez, Didier Charrel, Patrice Boutevin, Christophe Cordonnier, Bernard Vargues, Laurent Etchebarne - Intendance : Jean-Baptiste Arla, Jean Barbertéguy, Bernard Laborde |

### Tenues, équipementiers et sponsors
Le Biarritz olympique est équipé par la marque Puma pour la troisième saison consécutive.
L'équipe évolue avec trois jeux de maillots similaires à ceux de la saison précédente (seul le col a disparu) :
- Un maillot rouge sur la partie supérieure et blanc sur la partie inférieure. Le short et les chaussettes sont uniformément rouges.
- Un maillot noir avec la manche droite blanche et la manche gauche rouge. Le short et les chaussettes sont uniformément noires.
- Un maillot blanc avec la manche droite verte et la manche gauche rouge. Le short et les chaussettes sont uniformément blancs.

L’unique sponsor apparaissant sur le maillot est Cap Gémini, entreprise présidée par Serge Kampf.

## Affluence au stade
Le stade Aguilera est en travaux avec la destruction de la tribune Haget, remplacée par la tribune Serge Kampf. La jauge est réduite à 7500 places pendant toute la saison. Trois rencontres sont délocalisées dans d'autres stades : la réception du Stade toulousain au stade Maurice-Boyau de Dax et le quart et la demi-finale de Heineken Cup contre Sale et Bath en avril 2005 au stade d'Anoeta de Saint-Sébastien.

Toutes compétitions confondues, 85 000 entrées sont enregistrées pour les 15 rencontres disputées au Parc des Sports d'Aguiléra, l'affluence moyenne du club à domicile est de 5 666 spectateurs, soit un taux de remplissage de 76 %.
Affluence à domicile (Parc des Sports d’Aguiléra)

## Extra-sportif

### Stade
A l'issue de la saison, la tribune Haget est détruite. Une nouvelle tribune est prévue pour le début de la saison 2006/2007 grâce à un co-financement de la mairie de Biarritz permis par une augmentation de la fiscalité locale et après un appel du président Marcel Martin auprès des supporters à augmenter le nombre d'abonnements.